# Смирнов, Василий Александрович (судостроитель)

Памятник Смирнову В. А.

Васи́лий Алекса́ндрович Смирно́в (4 января 1922, дер. Вымлы, Тверская губерния — 18 ноября 1996, Санкт-Петербург) — советский судостроитель, дважды Герой Социалистического Труда (28 мая 1960, 23 июня 1978).

## Биография

Могила Смирнова на Волковском православном кладбище Санкт-Петербурга.

Родился 4 января 1922 года в деревне Вымлы ныне Сонковского района Тверской области. Окончил 8 классов школы, в 1938 году — ФЗУ.
С 1937 года работал подручным судосборщика и судосборщиком на Балтийском судостроительном заводе в Ленинграде (ныне — Санкт-Петербург). В начале Великой Отечественной войны ремонтировал на заводе боевые корабли.
В 1942 году добровольно ушёл в армию. Участник Великой Отечественной войны. Участвовал в обороне и снятии блокады Ленинграда. В 1946 году был демобилизован.
Вернулся на Балтийский судостроительный завод. Стал бригадиром сборщиков корпусов металлических судов, освоил смежные профессии газорезчика, электросварщика и рубщика. Участвовал в строительстве грузовых и грузопассажирских судов, танкеров, рефрижераторов, сухогрузов, химовозов, ледоколов для Заполярья, научно-исследовательских судов.
За выдающиеся производственные успехи и проявленную инициативу в организации соревнования за звание бригад и ударников коммунистического труда Указом Президиума Верховного Совета СССР от 28 мая 1960 года Смирнову Василию Александровичу присвоено звание Героя Социалистического Труда с вручением ордена Ленина и золотой медали «Серп и Молот».
В 1960—1970-е годы бригада судосборщиков под руководством В. А. Смирнова активно участвовала в строительстве серийных танкеров типа «Пекин» (водоизмещением 40 000 тонн) и типа «София» (водоизмещением 62 000 тонн), а также серии атомных ледоколов второго поколения (в их числе — ледокола «Арктика», который в 1974 году в активном арктическом плавании достиг Северного полюса) и тяжёлых атомных ракетных крейсеров.
За выдающиеся трудовые успехи закрытым Указом Президиума Верховного Совета СССР от 23 июня 1978 года Смирнов Василий Александрович награждён орденом Ленина и второй золотой медалью «Серп и Молот».
Жил в Ленинграде. Умер в 1996 году. Похоронен на Волковском православном кладбище в Санкт-Петербурге.
Член Центрального Комитета КПСС в 1971—1976 годах (кандидат — с 1961 года). Был председателем Совета новаторов предприятий и организаций судостроительной отрасли.

## Награды
- дважды Герой Социалистического Труда (28.05.1960, 23.06.1978)
- 3 ордена Ленина (28.05.1960, 25.03.1974, 23.06.1978)
- орден Отечественной войны 2-й степени (11.03.1985)
- 2 медали «За трудовую доблесть» (09.10.1952; 26.04.1963)
- медаль «За трудовое отличие» (02.10.1950)
- другие медали

## Память
Бронзовый бюст В. А. Смирнова установлен в Санкт-Петербурге.